# Ancylotropus ivondroi
Ancylotropus ivondroi är en stekelart som först beskrevs av Jean Risbec 1952.  Ancylotropus ivondroi ingår i släktet Ancylotropus och familjen Eucharitidae. Inga underarter finns listade i Catalogue of Life.